# H. Vasanthakumar
Harikrishnan Vasanthakumar (Travancore-Cochín, 14 de abril de 1950- Chennai, 28 de agosto de 2020) fue un empresario y político indio de Tamil Nadu, India. Fue el fundador y presidente de Vasanth & Co, la cadena minorista de electrodomésticos más grande de Tamil Nadu. También se desempeñó como fundador y director gerente del canal de televisión por satélite Tamil Vasanth TV. Fue elegido miembro de la Asamblea Legislativa de Tamil Nadu de la circunscripción de Nanguneri en las elecciones de 2006 y 2016. Fue elegido miembro del parlamento para el 17 ° Lok Sabha de la circunscripción de Kanniyakumari en las Elecciones generales de India de 2019.

## Carrera
Inició su carrera como vendedor a principios de los 70. En 1978 abrió un showroom de ventas de electrodomésticos Vasanth & Co, que ha crecido hasta convertirse en una cadena de showrooms que opera en todos los distritos de Tamil Nadu, Bengaluru y Puducherry.

## Carrera política
Vasanthakumar ganó las elecciones de la asamblea de Tamil Nadu de 2006 para convertirse en un MLA, compitiendo contra SP Sooryakumar de All India Anna Dravida Munnetra Kazhagam. Aseguró a los votantes que si su coalición llegaba al poder, se consideraría el ambicioso proyecto de establecer una Zona Económica Especial en Nanguneri con un parque de alta tecnología. Se desempeñó como MLA del distrito electoral de Nanguneri del distrito de Tirunelveli entre 2006 y 2011. Fue vicepresidente del Comité del Congreso de Tamil Nadu y también presidente de la célula de TNCC Traders. Ganó las elecciones a la asamblea de Tamil Nadu de 2016 de la circunscripción de Nanguneri con un pequeño margen. Mientras tanto, participó en las 17 elecciones de Loksabha y ganó en la circunscripción de Kanniyakumari en 2019. Ganó contra el actual Ministro de Estado en el Ministerio de Finanzas; y el ministro de Estado en el Ministerio de Transporte Marítimo Pon Radhakrishnan con un margen de más de 2.50.000 votos. 

## Obras
Vasanthakumar escribió el libro Vetripadi Kattu, que fue lanzado el 17 de septiembre de 2006 por el actor Rajnikanth y su esposa Latha Rajnikanth. Su siguiente trabajo, Vetripadikkattu, se estrenó el 15 de febrero de 2015 en Chennai. Fue patrocinador y juez del programa de cocina "Saapida Vanga" de Doordarshan Kendra, Chennai.

## Vida personal
Vasanthakumar nació el 14 de abril de 1950 a pocos meses de creación de la República de la India  en el antiguo estado de Travancore-Cochín que existió entre 1949 y 1956.

## Fallecimiento
Vasanthakumar había dado positivo por COVID-19 el 11 de agosto de 2020 y fue admitido en el hospital Apollo. Falleció el 28 de agosto de 2020 a los 70 años, en los Hospitales Apollo en Chennai, debido a complicaciones provocadas por la enfermedad. 
El presidente Ram Nath Kovind, el primer ministro Narendra Modi, el ministro principal de Tamil Nadu, Edappadi K. Palaniswami, el miembro del parlamento Wayanad Rahul Gandhi y varias otras personalidades notables expresaron sus condolencias.